# Preludi a la Fundació
Preludi a la Fundació, o Prelude to Foundation en l'idioma original de l'obra (en anglès) és una novel·la de l'escriptor nord-americà Isaac Asimov publicada el 1988. És una de les dos premisses de la saga de la Fundació. Per primera vegada, Asimov narra la vida fictícia d'en Hari Seldon, l'home que va inventar la psicohistòria i l'heroi intel·lectual de la sèrie. La novel·la va ser nominada al Premi Locus.

## Argument
El Preludi a la Fundació es fixa l'any 12.020 G.E. (Època Galàctica), durant el rocós regnat de l'emperador Cleon I. Comença amb la presentació d'en Seldon d'un article en una convenció de matemàtiques on es detallava com l'ús pràctic de la psicohistòria podria, teòricament, predir el futur. L'emperador de l'Imperi Galàctic s'assabenta d'això i vol utilitzar en Seldon per obtenir guanys polítics. En una entrevista presencial, Seldon destaca que la psicohistòria és una cosa que ni tan sols ha començat a desenvolupar o fins i tot té una idea clara de com fer-ho, però Cleon no està del tot convençut que en Hari servís realment per res a l'Imperi.
A continuació, en Seldon es troba amb el periodista Chetter Hummin, que el convenç que el primer ministre d'en Cleon, l'Eto Demerzel, està intentant capturar-lo, i que per tant és imprescindible que en Seldon s'escapi i intenti que la psicohistòria sigui pràctica. Hummin el porta a la Streeling University, una de les millors classificades de l'Imperi i presentat a la Dors Venabili per en Hummin. Seldon teoritza que el primer desenvolupament de la psicohistòria requereix una mostra més petita, però encara significativa, que tot l'Imperi, possiblement només el món original on van originar els humans el qual ara es perd, juntament amb gran part dels registres històrics més antics.
En Hari i la Dors eviten estretament la captura a la Streeling University, i en Hummin fa que siguin refugiats al sector de Mycogen, que suposadament valora la seva història antiga. Sunmaster Courteen, el líder de Mycogen, és ben rebut per Seldon i Venabili. Seldon obté el preuat llibre religiós / històric dels micogenis, però resulta decebedor tret de la revelació del que els micogenis anomenen el seu planeta natal, Aurora i les referències a "robots" (que no existeixen a l'Imperi). En Seldon i la Venabili s'enfronten a l'execució quan en Seldon insisteix a entrar al "temple" micogeni, el Sacratorium, disfressat amb l'esperança d'entrevistar un robot allotjat suposadament allà. Es detecten fàcilment, però Hummin arriba a l'hora de salvar-los.
L'acció es trasllada després al sector d'en Dahl, on Seldon i Venabili lloguen habitacions d'una família de classe mitjana. Mentre es troben a en Dahl, es troben amb un perdulari anomenat Raych, que en Seldon després adopta. També a en Dahl, una vella sàvia els diu que l'Aurora dels micogenis no és el món original, sinó en realitat és "l'enemic" del planeta humà original, anomenat Terra. (Enllaça amb la sèrie Robot.)
Cap al final de la novel·la, en Seldon, la Venabili i en Raych són segrestats i portats a la Rashelle, l'alcaldessa de Wye, un sector potent i vital situat al pol sud de Trantor. La Rashelle i el seu pare ja fa temps que tramaven per enderrocar a l'emperador i ocupar el seu lloc. En Seldon té la revelació que podria intentar desenvolupar la psicohistòria utilitzant Trantor mateixa com a cas de prova a causa de la gran diversitat cultural dels seus sectors. La Rashelle llança el seu intent de cop d'estat, però s'esfondra ràpidament a causa de l'habilitat subversió de les forces de Wye de Demerzel. El final revela que "Hummin" és en realitat l'Eto Demerzel. En Seldon llavors aconsegueix que Demerzel admeti que és un robot; Demerzel és en realitat R. Daneel Olivaw, el qual pot influir en els humans mentalment. Ell vol el desenvolupament de la psicohistòria per ajudar-lo a protegir millor la humanitat, segons la "Llei de Zeròt de la robòtica". Seldon també sospita que la Venabili també sigui un robot. Aquest tema seria recollit a la darrera obra de Cap a la Fundació.

## Personatges
A continuació, es mostra una llista de tots els personatges principals i secundaris del llibre, per ordre d'aparició, amb breus descripcions.
- Hari Seldon és el protagonista de la història. Desenvolupa la teoria de la psicohistòria.
- Cleon I és l'emperador de l'Imperi Galàctic, que viu a Trantor.
- Eto Demerzel, primer ministre de l'emperador, és agudíssim, té connexions a tot arreu i intenta capturar a en Seldon pel seu coneixement de la psicohistòria.
- Chetter Hummin és un periodista que ajuda diverses vegades a en Seldon, configurant-lo a diversos sectors per evitar la detecció imperial.
- Dors Venabili és professora d'història de la Universitat reclutada per Hummin per protegir en Seldon. Ella el segueix al llarg del llibre.
- Jenarr Leggen és un meteoròleg de la Universitat Streeling, que ajuda la Venabili a fer un seguiment d'en Seldon mitjançant equips especialitzats quan aquest es perd.
- Rogen Benastra és el sismòleg en cap de la Universitat Streeling, que ajuda a la Dors a trobar en Hari després que es perdi a la zona freda.
- Endor Levanian és el pilot que vola amb en Seldon i la Venabili cap al sector Mycogen.
- Sunmaster Fourteen és un gran ancià del sector micogen.
- Graycloud Five és un resident de principis del sector Mycogen.
- Raindrop quaranta-tres i Raindrop Quaranta-cinc són dues germanes que ajuden a en Seldon i la Venabili amb diversos aspectes de la vida a Mycogen. També són agents informatius de Sunmaster Catorze.
- Mycelium Setanta-Dos és un erudit micogènic que en Hari i la Dors es troben al gravibus cap al Sacratori.
- Skystrip Two és una persona gran del Sacratori a Mycogen.
- Jirad Tisalver és un resident que treballa com a programador holovisió del sector Dahl que porta a en Seldon i la Venabili a casa seva.
- Hano Linder és un gestor de dissipació del sector Dahl.
- Yugo Amaryl és un treballador de dissipació que aspira a ser matemàtic com en Seldon.
- Raych és un nen de Billibotton que ajuda en Seldon i la Venabili a trobar el seu camí a canvi de recompenses.
- La mare Rittah és una profeta local de Billibotton al sector de Dahl que dona informació a en Seldon sobre la Terra, així com "Da-Nee" i "Ba-Lee", R. Daneel Olivaw i la família Baley, respectivament (vegeu més avall).
- Davan és un subversiu de Billibotton que pretén unir la tendència en deriva contra l'Imperi opressiu.
- El sergent Emmer Thalus és un soldat encarregat de portar a en Seldon al sector de Wye.
- Rashelle és filla de Mannix IV i actual alcaldessa de Wye.
- R. Daneel Olivaw és el veritable nom d'Eto Demerzel i Chetter Hummin. La "R" significa robot.